# سوزان بويل (رياضية)
سوزان بويل (مواليد 30 أيار\مايو 1967)، درّاجة أسترالية. في الألعاب البارالمبية الصيفية 2012 والتي أقيمت في لندن، فازت بالميدالية الذهبية في سباق فردي السيدات وسجلت رقماً عالمياً جديداً، والميدالية الفضية في سباق الزمن للسيدات. اختيرت ضمن الفريق الأسترالي في الألعاب البارالمبية الصيفية 2016.

## عن حياتها
ولدت سوزان جينفير بويل في 30 أيار (مايو) 1967 في بلدة ناورا في نيوساوث ويلز.
عام 2007، أصيبت في الحبل الشوكي، ما سبب ضعفاً في ساقها اليمنى.
سوزان حاصلة على شهادة البكالوريوس في العلوم التطبيقية، وشهادة الماجستير في علوم البيئة والدكتوراة في علوم البيئة.
تعيش سوزان في مقاطعة العاصمة الأسترالية حيث تعمل مساعدة بحث علمي في جامعة كانبيرا وهي متخصصة في إيكولوجيا وهيدرولوجيا الأراضي النهرية والأراضي الرطبة.

## رياضة الدراجات
سوزان درّاجة مصنفة في فئة C4.
وهي عضو فريق الفايكنغ للدرات ويدربها سيان مولهولاند وغلين دوني.
بدأت سوزان ركوب الدراجات بهدف تحسين لياقتها البدنية للعب الهوكي والغولف. بعد إصابتها في حادث الهوكي، وجدت أنه لا يزال بإمكانها ممارسة ركوب الدراجات، لذا بدأت بذلك بجدية. ساهمت سوزان في إنجازات منتخب أستراليا الوطني في بطولة العالم للدراجات على الطرقات للمعاقين 2009 ومنذ ذلك الحين فازت بـ6 من بطولات العالم .
حصلت على لقب بطلة الأبطال في أربع دورات متتالية من بطولة أستراليا لدراجات المضمار للمعاقين ولقب بطلة العام لدراجات المعاقين ثلاث مرات.
في الألعاب البارالمبية الصيفية 2012، حصلت على ميدالية ذهبية في سباق فردي السيدات C4 وسجلت رقماً قياسياً عالمياً جديداً وحصلت على الميدالية الفضية في سباق الزمن للسيدات C4.

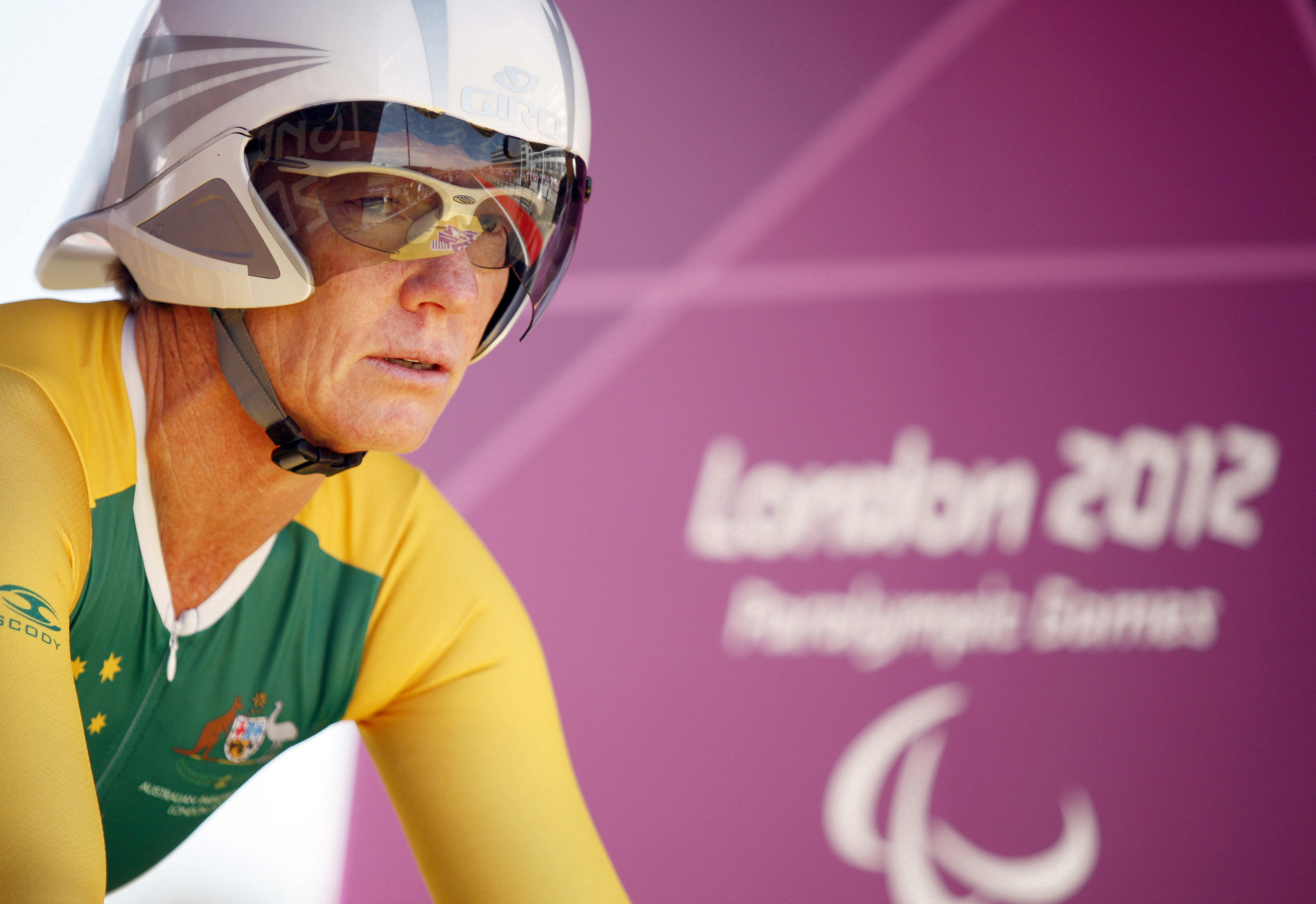
سوزان في بارالمبيك لندن 2012

نافست سوزان في بطولة العالم للدراجات على الطرقات عام 2013 في بيه كومو، كيبك في كندا، وفازت بميداليتين برونزيتين في سباق الزمن فردي سيدات C4 وفي سباق الطرقات للسيدات.
عام 2014، في بطولة الاتحاد الدولي للدراجات للمعاقين في المضمان، التي أقيمت في ولاية أغواسكالينتس في المكسيك، فازت سوزان بالميدالية الذهبية في سباق فردي السيدات مسافة 3 كم وفازت بالميدالية البرونزية في سابق الزمن للسيدات C4 وحلت في المركز الرابع في سباق السيدات C1-5 نافست سوزان في بطولة العالم للدراجات على الطرقات للمعاقين التي أقامها الاتحاد الدولي عام 2014 في غرينفيل (كارولاينا الجنوبية) وفازت بمدالية فضية في سباق السيدات على الطرقات C4 وميدالية برونزية في سباق الزمن سيدات
عام 2015، كررت سوزان النتائج التي سجلتها عام 2014، ففي بطولة العالم للدراجات في المضمار للمعاقين والتي أقيمت في آبلدورن في هولندا، فازت بالميدالية الذهبية في سباق فردي السيدات 3 كم وبالميدالية البرونزية في سباق الزمن للسيدات 
عام 2015، فازت بالميدالية الفضية في سباق السيدات على الطرقات في بطولة العالم للدراجات على الطرقات للمعاقين والتي أقيمت في نوتويل في سويسرا وحلت في المركز الرابع في سباق الزمن للسيدات

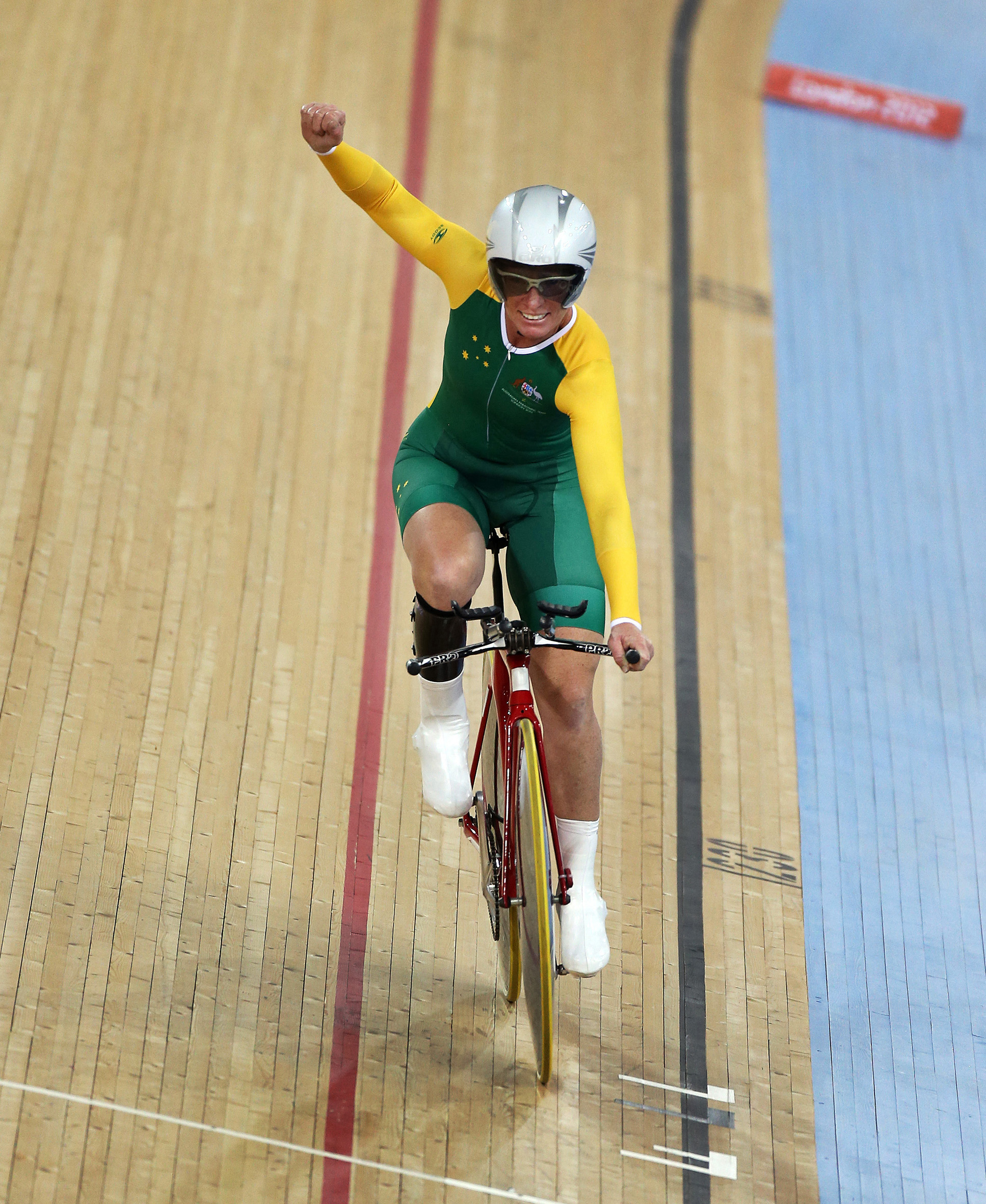
سوزان في بارالمبيك لندن 2012

عام 2016، وفي بطولة العالم للدراجات في المضمار للمعاقين والتي أقامها الاتحاد الدولي للدراجات في مونتيشياري في إيطاليا، حلت في المركز الثاني في سباق السيدات 3 كم فردي. وحطمت رقمها القياسي الشخصي مرتين

## تكريمات
حصلت سوزان على وسام أستراليا عام 2014 لانجازاتها الرياضية وحصولها على ميدالية ذهبية في الألعاب البارالمبية الصيفية 2012."
وهي رياضيّة العام ونجمة الرياضة في مقاطعة العاصمة الأسترالية للأعوام 2011، 2012، 2014. عام 2014، كانت الفائزة المشاركة لمتسابقة BMX كارولين بوكانان وشاركت لاعبة كرة السلة لورين جاكسون كفريق ثلاثي فائز.
كما كانت درّاجة أستراليا البارالمبية للأعوام 2009، 2010، 2011.

## وصلات خارجية
- سوزان بويل على موقع إحصائيات الدراجات الإحترافية (الإنجليزية)
- سوزان بويل على موقع Paralympic.org (الإنجليزية)
- سوزان بويل على موقع اللجنة البارالمبية الأسترالية (الإنجليزية)

- ملف سوزان في اللجنة البارالمبية الأسترالية
- ملف سوزان في اتحاد الدراجات الأسترالي